# Княжево (Городищенське сільське поселення)
Княжево (рос. Княжево) — село в Бежецькому районі Тверської області Російської Федерації.
Населення становить 45 осіб. Входить до складу муніципального утворення Городищенське сільське поселення.

## Історія
Від 2005 року входить до складу муніципального утворення Городищенське сільське поселення.

## Населення
| 1859 | 2008 | 2010 |
| ---- | ---- | ---- |
| 168  | ↘41  | ↗45  |